# ダンバドンドグ・バータルジャブ
ダンバドンドグ・バータルジャブ （モンゴル語: Дамбадондог Баатаржав、英語表記:Dambadondog Baatarjav、1961年6月2日 - ）はモンゴルのアーチェリー選手。
2006年にはカタールのドーハで開催された2006年アジア競技大会に出場し、予選ラウンドで1167点を獲得し予選を突破するが、ベスト16をかけたインドのジャヤンタ・タルクダールとの試合に敗れた。2008年には北京パラリンピックへと参加し、予選ラウンドでは6位ながら勝ち上がり、準決勝で中国の陳業剛、決勝でフランスのファブリス・ムニオを破り、モンゴルにおいてパラリンピック初となるメダルの金メダルを獲得した。